# ماسيج باد

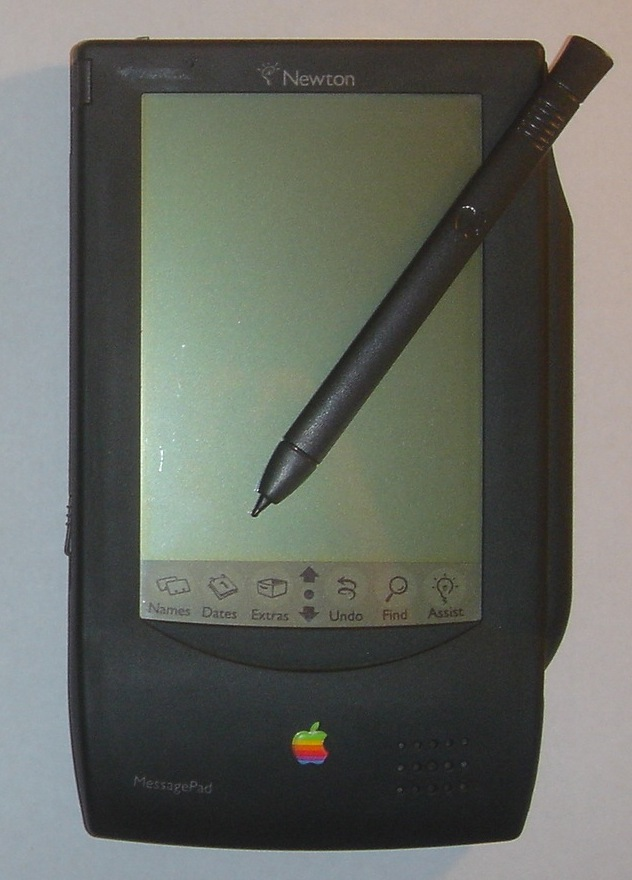
أبل نيوتن ماسيج باد 100

ماسيج باد (بالإنجليزية: MessagePad)‏ كان هو السلسة الأولى لأجهزة المساعدات الرقمية الشخصية التي طورتها شركة Apple Computer (تعرف الآن باسم Apple Inc) لمنصة نيوتن في عام 1993. جزءاً من الهندسة الإلكترونية وتصنيع أجهزة MessagePad أُنجز في اليابان بواسطة شركة شارب للأجهزة الإلكترونية. اعتمدت الأجهزة في تشغيلها على معالج إيه آر إم 610 RISC، أما جميع برامج تعارف الكتابة اليدوية فقد طُورت وسوقت بواسطة شركة أبل.
جميع الأجهزة كانت تعمل بنظام تشغيل Newton OS.

## وصلات خارجية
- استعراض لجهاز نيوتن ماسيج باد 200